# Lucía Martínez Alonso
Lucía Martínez Alonso (Vigo, 1982) es una música, percusionista, compositora, gestora cultural y baterista de jazz española.

## Trayectoria
Con nueve años, comenzó a estudiar percusión tradicional y zanfona en el Centro de Educación de Personas Adultas de Vigo. Entró en contacto con músicos del folklore y de la tradición oral y desde muy temprano se interesó por la percusión clásica, el jazz y la música oral.
En 1998 se licenció en percusión clásica orquestal y solista en la Guildhall School of Music and Drama de Londres y en 2006 en percusión clásica en el Conservatorio Superior de Música de Vigo. Desarrolló prácticas con la Real Orquesta Filarmónica de Galicia (RFG) y pasó a formar parte de la generación 2002-2004 de la Escuela de Altos Estudios Musicales de Galicia, perteneciente a la RFG.
En 2006 estudió vibráfono y batería de jazz dentro del Programa Erasmus del Instituto Politécnico Helsinki-Stadia.
En 2007 obtuvo su Licenciatura en Jazz en la Escuela de Música y Artes Escénicas de Oporto. En 2009 realizó un Máster en Batería y Composición en la Universidad de las Artes de Berlín y en 2015 un Máster en Música de Cine en la Universität für Film und Fernsehen Konrad Wolf de Potsdam-Babelsberg.
Ha participado en seminarios de big band, composición, vibráfono y batería en Italia, Portugal, España e Inglaterra. Algunos de sus profesores fueron Michael Lauren, John Hollenbeck, Kurt Rosenwinkel, Jerry Granelli, Jeff Davis, Dave Samuels, John Riley, Garrison Fewell, Dave Friedman y Severy Pysalo.
Sus composiciones se caracterizan por los contrastes, entre una melodía muy fuerte y la libertad creativa. Compatibiliza creaciones con la improvisación libre, su inspiración proviene de la literatura, las imágenes y las historias que intenta contar con su música. Cuando describe su música siempre destaca que tiene mucho que ver con la tradición musical de Galicia y las músicas del mundo y que esa es su manera de entender el jazz y la música en general. 
Dirige el sexteto Lucía Martínez & The Fearless, el quinteto Lucía Martínez & Azulcielo y el cuarteto Lucía Martínez Cuarteto.Asimismo, toca con varias bandas como Projecto Minho del bajista Baldo Martínez, el trío MBM con Baldo Martínez y Antonio Bravo, el cuarteto de percusión Tim Tim de Tim Tum,Josetxo Goia-Aribe: Hispania Fantastic, Pedro Cortejosa Proyecto Homo, el Quinteto de Juana Gaitán y con el pianista Agustí Fernández, con quien establece una profunda relación artística que les lleva a colaborar habitualmente en diferentes agrupaciones como el Gran Ensemble o en trío con el contrabajista Barry Guy, con quien editan “Bosque de niebla” 2021 para Fundacja Sluchaj, un sello polaco de libre improvisación. Ha grabado además con la Clasijazz Valparaiso Big Band, 2021 y participa activamente en la escena andaluza de jazz. Ha compartido escenario con un gran número de músicos del ámbito del jazz, el folk, la música tradicional, la música improvisada y la música clásica, como Maria João, Perico Sambeat, Carlos Bica, Jason Lindner, Alan Ferber, Alexander von Schlippenbach, Conny Bauer, Daniel Erdmann, Christopher Dell, Sebastian Schunke, OJM (Matosinhos Jazz Orchestra - Portugal), Laszlo Süle, Imaginasons Orchestra, Real Filarmónica de Galicia, Uxía Senlle, Mercedes Peón, Rodrigo Romaní, Xabier Díaz y Defne Şahin, entre otros.
Actualmente dicta cátedra de batería de jazz en el Conservatorio Superior de Música de Sevilla.

## Discografía (selección)
- Dead Leaf Butterfly (Martinez, Allemano, Hilbig y Wandermayer) Ontmoeting (Jazzwerksatt,2023)
- Lucía Martínez, Agustí Fernández, Barry Guy: Misty Forest (Fundacja Słuchaj! 2022)
- Baldo Martínez / Juan Saiz / Lucía Martínez: Gigante frágil (Leo Records 2020)
- Lucia Martinez & The Fearless  (Karonte/NubaRecords 2020)
- Uwe Oberg / Joe Fonda / Lucía Martínez: Relight (Not Two Records 2019)
- Irene Aranda, Germán Díaz, Lucía Martínez: Tribus (2016)
- Lucía Martínez & Agustí Fernández: Unwired (Pasoancho 2015)
- Cuarteto Lucía Martínez: De viento y sal (Karonte/NubaRecords, 2014)
- Shotgun Chamber Trio: Temas y danzas (Meta Records 2014, con Hannes Buder, Oleg Hollmann)
- Lucía Martínez Berliner Projekt: AzulCielo (Karonte/NubaRecords, 2011, con Ludwig Hornung, Viktor Wolf, Silke Lange, Marc Muellbauer)
- TRIO MBM (Xingra/Karonte, 2011)
- Sueños y Delirios (Karonte/NubaRecords, 2009)

## Premios y reconocimientos
- 2024: Premio Música en los XIII Premios Escenarios de Sevilla, por la obra Geometría de la experiencia de Natalia Jiménez.
- 2022: Premio Guía del Jazz por Lucía Martínez & The Fearless.
- 2020: Lucía Martínez & The Fearless, nominado a los Independent Music Awards como Mejor Artista y Mejor Álbum de Jazz.
- 2014: De viento y de Sal, mejor álbum de Jazz en los Independent Music Awards.
- 2012: Azulcielo, nominado a los Independent Music Awards como Mejor Artista y Mejor Álbum de Jazz.
- 2009: Soños e delirios, nominado a los Premios de la Música Independiente de España como mejor disco de jazz.
- 2007: Como vibrafonista, premio al Mejor Intérprete en el Festival "San Luiz" de Lisboa. [3]
- 2007: Como vibrafonista, premio al Mejor Grupo en el Festival "San Luiz" de Lisboa.
- 2007: Premio DAAD recibido en Alemania.